# Paul Du Chaillu
Paul Belloni Du Chaillu (Parigi, 31 luglio 1831 – San Pietroburgo, 29 aprile 1903) è stato un antropologo, zoologo ed esploratore statunitense.
Divenne famoso negli anni 1860 come primo europeo a confermare l'esistenza del gorilla, ed in seguito dei pigmei dell'Africa centrale. In seguito studiò la preistoria scandinava.

## Gioventù e famiglia
Vi sono fonti contrastanti riguardo al luogo e alla data di nascita. L'anno potrebbe essere il 1831 (su cui concordano gli studiosi moderni), il 1835 o il 1839; il giorno, quando specificato, è il 31 luglio. Solitamente le fonti citano Parigi o New Orleans come probabile luogo di nascita. Un necrologio contemporaneo cita una frase di Du Chaillu, il quale fa riferimento a "gli Stati Uniti d'America, mio Paese adottivo, e ... alla Francia, mia terra nativa". Sulla sua lapide viene riportato come luogo di nascita la Louisiana e come anno il 1839.
In ogni caso la fonte più affidabile sono le memorie del suo amico intimo Edward Clodd. Clodd cita New York come nuovo luogo, ma afferma che il vero luogo di nascita di Du Chaillu era l'isola francese nell'oceano Indiano Île Bourbon (oggi chiamata Riunione). In seguito afferma che la madre era mulatta. Nel 1979 lo storico Henry H. Bucher presentò prove che confermavano il punto di vista di Clodd, compresi appunti del padre di Du Chaillu. Bucher sostenne che Du Chaillu, membro della comunità scientifica europea, avrebbe cercato di nascondere le proprie origini che l'avrebbe etichettato come quadroon. Nel XIX secolo, pieno di razzismo scientifico, grandi scimmie e africani sub-sahariani erano spesso considerati entrambi dotati di una piccola capacità cranica, e quindi inadatti per nascita ad essere civilizzati. La credibilità di Du Chaillu come esploratore africano ed esperto di gorilla avrebbe patito le sue origini nere. Infatti, in una sua lettera, la contemporanea di Du Chaillu, l'etnologa dell'Africa Mary Kingsley, affermò che almeno alcuni scienziati di quelli che criticarono Du Chaillu erano a conoscenza delle sue origini o di altre informazioni che lo screditavano.
Durante la propria gioventù accompagnò il padre, commerciante francese dipendente di una ditta parigina, lungo la costa occidentale dell'Africa. Qui, presso la colonia del Gabon, fu educato da missionari e coltivò un interesse nella storia del paese, nella sua storia naturale, nei nativi e nelle loro lingue.

## Africa
Nel 1855 fu inviato dall'Academy of Natural Sciences di Filadelfia in una spedizione in Africa. Fino al 1859 esplorò le regioni dell'Africa occidentale nelle vicinanze dell'equatore, imparando molto sul delta dell'Ogooué e sull'estuario del Gabon. Durante i suoi viaggi dal 1856 al 1859, osservò numerosi gorilla, noti al mondo nei secoli precedenti solo grazie a fonti non affidabili ed a resoconti ambigui attribuiti a Annone il Navigatore di Cartagine nel V secolo a.C., e noti agli scienziati degli anni precedenti solo grazie a pochi scheletri. Raccolse specimen morti diventando il primo europeo bianco ad averli visti.
Una successiva spedizione, dal 1863 al 1865, gli permise di confermare i racconti degli antichi riguardo a una popolazione di Pigmei che abitavano le foreste africane. Du Chaillu vendette i gorilla che aveva cacciato al Museo di storia naturale di Londra ed i suoi "teschi di cannibali" ad altre collezioni europee. Esemplari sono esposti presso l'Ipswich Museum in Suffolk, Inghilterra. Furono pubblicati i racconti di entrambe le spedizioni, rispettivamente nel 1861 e nel 1867, con i titoli di Explorations and Adventures in Equatorial Africa, with Accounts of the Manners and Customs of the People, and of the Chace of the Gorilla, Crocodile, and other Animals e A Journey to Ashango-land, and further penetration into Equatorial Africa. Mentre si trovava nella Terra di Ashango nel 1865 fu eletto re degli Apingi. Un racconto fu poi pubblicato nel 1872 col titolo di The Country of the Dwarfs.

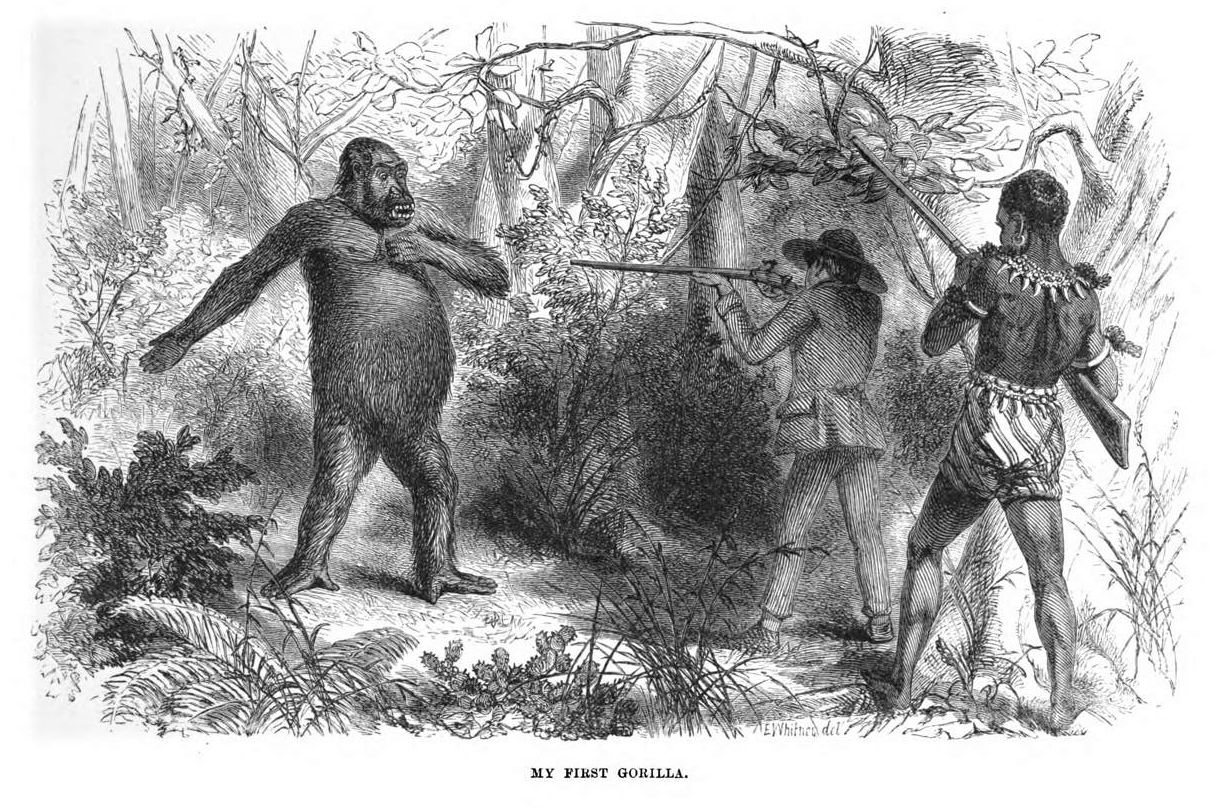
Disegno di Du Chaillu accanto ad un gorilla

In quel periodo era molto richiesto per conferenze pubbliche a New York, Londra e Parigi. Nonostante i suoi racconti furono inizialmente messi in dubbio, finirono con l'essere accettati nonostante l'Enciclopedia Britannica ipotizzò che "forse alcune delle avventure descritte come accadute a lui erano riproduzioni di storie di caccia dei nativi".
Oltre al suo lavoro zoologico sui gorilla, Du Chaillu raccolse ed identificò numerose nuove specie. Fu la prima persona a descrivere in modo scientifico il potamogale (Potamogale velox), anticipando la descrizione di John Edward Gray dello stesso animale come topo. Raccolse anche specimen di galagone dalle unghie ad ago occidentale (Euoticus elegantulus), di pipistrello dalla testa a martello (Hypsignathus monstrosus) e di scoiattolo pigmeo africano (Myosciurus pumilio), tutte specie dell'Africa occidentale. Nonostante non fosse un collezionista ornitologo, raccolse specimen di 39 specie di uccelli africani.

## Europa settentrionale
Dopo alcuni anni di residenza negli Stati Uniti, durante i quali scrisse numerosi libri per ragazzi basati sulle proprie avventure in Africa, Du Chaillu rivolse la propria attenzione all'Europa settentrionale. Dopo una visita in Norvegia settentrionale nel 1871, nei successivi cinque anni svolse uno studio su usanze e antichità in Svezia, Norvegia, Lapponia e Finlandia settentrionale. Pubblico nel 1881 The Land of the Midnight Sun (dedicato all'amico Robert Winthrop di New York), come serie di viaggi estivi ed invernali, in due volumi.
La sua opera del 1889 intitolata The Viking Age (anch'essa in due volumi) era uno studio molto ampio sulla storia, le usanze e le tradizioni degli antenati dei popoli di lingua inglese. Lavorò per otto anni e mezzo leggendo centinaia di saghe che descrivevano la vita delle persone che abitarono la penisola scandinava dall'età della pietra al Medioevo. Quest'opera scientifica dimostrò quello che oggi viene generalmente riconosciuto, l'importanza dei norreni, compresa Norvegia, Svezia e Danimarca alla dimensione culturale ed alla trasformazione dell'arcipelago britannico dal V all'XI secolo. Al tempo l'idea era strana e fu ridicolizzata dal canonico Isaac Taylor. Questo libro (in due volumi) è oggi un oggetto da collezione. Nel 1900 pubblicò anche The Land of the Long Night.

## Vita privata

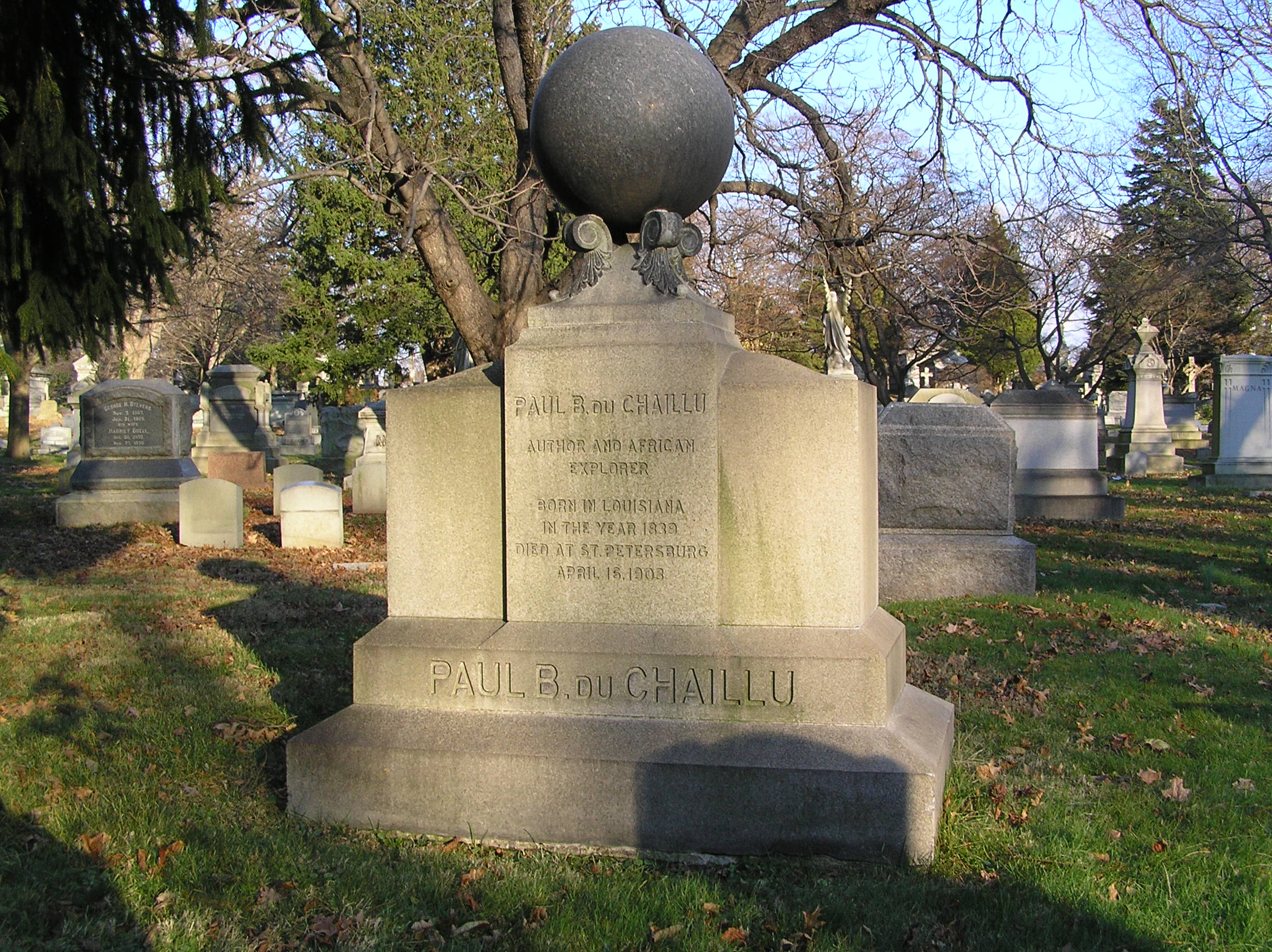
Sepoltura di Paul DuChaillu nel cimitero di Woodlawn

Du Chaillu era amico di Edward Clodd e fu presente ad uno degli incontri del Whitsun di Clodd a Strafford House, Aldeburgh, Suffolk, in compagnia di John Rhys, Grant Allen, York Powell e Joseph Thomson. Fece parte, come molti altri letterati, della squadra amatoriale di cricket di J. M. Barrie, la "Allahakbarries".
Morì in seguito a una paralisi occorsa a San Pietroburgo, mentre stava visitando la Russia nel corso della sua ricerca sui popoli scandinavi. Fu sepolto presso il cimitero di Woodlawn nel The Bronx, New York.